# Liste der Kulturgüter in Fürstenau
Die Liste der Kulturgüter in Fürstenau enthält alle Objekte in der Gemeinde Fürstenau im Kanton Graubünden, die gemäss der Haager Konvention zum Schutz von Kulturgut bei bewaffneten Konflikten, dem Bundesgesetz vom 20. Juni 2014 über den Schutz der Kulturgüter bei bewaffneten Konflikten sowie der Verordnung vom 29. Oktober 2014 über den Schutz der Kulturgüter bei bewaffneten Konflikten unter Schutz stehen.
Objekte der Kategorien A und B sind vollständig in der Liste enthalten, Objekte der Kategorie C fehlen zurzeit (Stand: 1. Januar 2023).

## Kulturgüter
| Foto |                                                                         | Objekt                                                              | Kat. | Typ | Standort                       | Beschreibung |
| ---- | ----------------------------------------------------------------------- | ------------------------------------------------------------------- | ---- | --- | ------------------------------ | ------------ |
| ja   | Datei hochladen · Wikidata zu Bischöfliches Schloss Fürstenau (Q866258) | Unteres Schloss mit Gartenanlage KGS-Nr.: 03019                     | A    | G   | Schlossgass 70 753379 / 176394 |              |
| ja   | Datei hochladen · Wikidata zu Haus Stoffel (Q29521344)                  | Haus Stoffel mit Ökonomiegebäude und Umfassungsmauer KGS-Nr.: 03020 | A    | G   | Obergass 1 753481 / 176379     |              |
| ja   | Datei hochladen · Wikidata zu Schloss Schauenstein (Q1276044)           | Schloss Schauenstein (Oberes Schloss) KGS-Nr.: 10044                | A    | G   | Obergass 14–16 753456 / 176421 |              |